# Río Chipurana
Der Río Chipurana ist ein etwa 130 km (bis zur Quelle eines linken Nebenflusses : 145 km) langer rechter Nebenfluss des Río Huallaga in der Provinz San Martín in der Region San Martín im zentralen Norden Perus.

## Flusslauf
Der Río Chipurana entspringt in der Cordillera Azul auf einer Höhe von etwa 600 m. Das Quellgebiet befindet sich im äußersten Süden des Distrikts Huimbayoc. Der Río Chipurana fließt anfangs etwa 10 km in ostsüdöstlicher Richtung und wendet sich anschließend nach Norden. Bei Flusskilometer 109 trifft ein 36 km langer unscheinbarer Nebenfluss  von Westen kommend auf den Río Chipurana. Dieser entwässert ein großflächiges überwiegend 500 m hoch gelegenes bewaldetes Gebirgshochland mit der Laguna del Mundo Perdido . Der Río Chipurana durchschneidet nun mehrere Bergkämme in nordnordöstlicher Richtung. Er erreicht bei Flusskilometer 85 das Amazonastiefland, in welchem er ein teils stark mäandrierendes Verhalten mit zahlreichen Flussschlingen und Altarmen aufweist. Der Flusslauf hat sich in jüngerer Zeit immer wieder verändert. Bei Flusskilometer 50 passiert der Río Chipurana die Ortschaft San José de Yanayacu. Dort trifft der Río Yanayacu von Osten kommend auf den Río Chipurana. Dieser wendet sich nun in Richtung Nordnordwest und behält die Richtung bis zu seiner Mündung bei. Bei Flusskilometer 17 mündet bei der Ortschaft Santa Marta der Río Corotayacu von links in den Río Chipurana. Dieser mündet schließlich bei San Pablo de Tipishca auf einer Höhe von etwa 148 m in den Río Huallaga. Auf den unteren 10 Kilometern bildet der Río Chipurana die Grenze zum östlich gelegenen Distrikt Chipurana.

## Einzugsgebiet
Das Einzugsgebiet des Río Chipurana umfasst eine Fläche von etwa 1288 km². Es erstreckt sich über einen Großteil des Distrikts Huimbayoc. Es grenzt im Westen an die Einzugsgebiete von Río Yanayacu und Quebrada Chipaota, zwei Nebenflüsse des oberstrom gelegenen Río Huallaga, im Süden und im Osten an die Einzugsgebiete von Río Cushabatay, Río Santa Catalina und Río Alfaro, drei Zuflüsse des Río Ucayali, sowie im Norden an das Einzugsgebiet des Río Matador.

## Ökologie
Das im Süden des Einzugsgebiets befindliche Bergland der Cordillera Azul liegt innerhalb des Nationalparks Cordillera Azul. Dort wächst Bergregenwald. Über den Norden erstreckt sich das Amazonastiefland mit überwiegend tropischem Regenwald. Entlang der größeren Flussläufe wurde der Wald jedoch gerodet, dort befinden sich nun landwirtschaftliche Nutzflächen.